# Loreto-di-Casinca
Loreto-di-Casinca é uma comuna francesa na região administrativa de Córsega, no departamento da Alta Córsega. Estende-se por uma área de 8,1 km². 